# Orthocerový lůmek
Přírodní památka Orthocerový lůmek je opuštěný vápencový lom na okraji Radotínského údolí na katastrálním území pražské městské části Lochkov. Nachází se 250 metrů severovýchodně od radotínské cementárny, severně od křižovatky silnice Lochkov – Radotín s její odbočkou na Zadní Kopaninu. Je tvořen silurskými usazeninami a je bohatým nalezištěm zkamenělin hlavonožců.

## Přírodní poměry

### Geologie
Na území PP se nacházejí šikmo uložené silurské vápence a břidlice kopaninského a přídolského souvrství.

### Flóra
Přírodní památka je zarostlá porostem křovin, který tvoří líska obecná, ptačí zob obecný, skalník obecný, jilm obecný, čilimníkovec černající. Ze zvláště chráněných druhů byly nalezeny bělozářka liliovitá a chrpa chlumní.

### Fauna
Z faunistického hlediska je území PP především vzhledem k malé velikosti a k blízkosti radotínské cementárny nevýznamné.

## Ochrana přírody
Důvodem pro vyhlášení přírodní památky (PP) byla ochrana základního opěrného geologického profilu k mezinárodnímu stratotypu hranice ludlow-přídol (svrchní silur). V lomu se nalézá rovněž bohaté naleziště zkamenělin, zejména hlavonožců druhu Orthoceras sp. (odtud název přírodní památky).